# تسوية الموارد

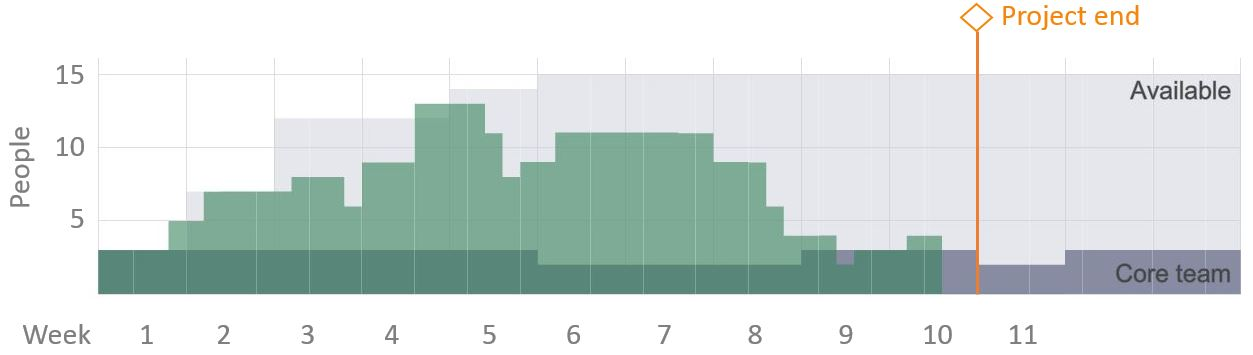
تسوية الموارد

في إدارة المشروع، يتم تعريف تسوية الموارد بواسطة PMBOK على أنها «تقنية يتم فيها تعديل تواريخ البدء والانتهاء بناءً على قيود الموارد بهدف موازنة الطلب على الموارد مع العرض المتاح.» يمكن صياغة مشكلة تسوية الموارد كمشكلة استمثال. يمكن حل المشكلة عن طريق خوارزميات تحسين مختلفة مثل الخوارزميات الدقيقة أو الطرق الأدلة العليا. تعمل الخوارزميات التحليلية أو الدقيقة بشكل جيد عند حل المشكلات الصغيرة، ولكن عندما يكون حجم المشروع كبيرًا، تكون خوارزميات الأدلة العليا أكثر عملية.